# صابر
صابر (Sabir) أو لغة التواصل المشترك المتوسطية (Mediterranean Lingua Franca) هو لغة هجينة أو لغة مولدة ولغة تواصل مشترك (باللاتينية: Lingua franca) كان مستخدما بين الأمم خصوصا في حوض البحر الأبيض المتوسط للتواصل المشترك في القرون الوسطى ابتداء من القرن الحادي عشر لغاية القرن التاسع عشر وصابر مزيج مختلط من اللغات والمصطلحات من الإيطالية والفرنسية والعربية والفارسية واليونانية والإسبانية. واللغة استعملت بشكل كبير في عدة بلدان مثل المغرب والجزائر وتونس وليبيا وبلاد الشام (لبنان وسوريا) قبرص واليونان صقيلية وإيطاليا الخ